# Hoelit
Hoelit (chemisch Anthrachinon) ist ein selten vorkommendes Mineral aus der Mineralklasse der organischen Verbindungen. Es kristallisiert im monoklinen Kristallsystem mit der chemischen Zusammensetzung (C6H4)2(CO)2 und entwickelt feinnadelige, teilweise pseudo-orthorhombische Kristalle im Millimeterbereich von gelber bis gelbgrüner Farbe.

## Etymologie und Geschichte
Das Mineral wurde von Adolf Hoel, nach dem es benannt wurde, 1922 in Pyramiden auf Spitzbergen entdeckt.

## Klassifikation
In der veralteten 8. Auflage der Mineralsystematik nach Strunz war der Hoelit noch nicht aufgeführt.
In der zuletzt 2018 überarbeiteten Lapis-Systematik nach Stefan Weiß, die formal auf der alten Systematik von Karl Hugo Strunz in der 8. Auflage basiert, erhielt das Mineral die System- und Mineralnummer IX/B.02-030. Dies entspricht der Klasse der „Organische Verbindungen“ und dort der Abteilung „Stickstoff-freie Kohlenwasserstoffe“, wo Hoelit zusammen mit Branchit, Dinit, Fichtelit, Flagstaffit, Idrialin, Karpathit, Kratochvílit, Phylloretin, Ravatit, Refikit, Simonellit und Wampenit die Gruppe der „Ringförmige Strukturen“ mit der Systemnummer IX/B.02 bildet.
Die von der International Mineralogical Association (IMA) zuletzt 2009 aktualisierte 9. Auflage der Strunz’schen Mineralsystematik ordnet den Hoelit in die Klasse der „Organische Verbindungen“ und dort in die Abteilung „Diverse organische Mineralien“ ein. Hier ist das Mineral in der Unterabteilung 10.CA zu finden, wo es als einziges Mitglied eine unbenannte Gruppe mit der Systemnummer 10.CA.15 bildet.
In der vorwiegend im englischen Sprachraum gebräuchlichen Systematik der Minerale nach Dana hat Hoelit die System- und Mineralnummer 50.04.02.01. Das entspricht der Klasse der „Organische Minerale“ und dort der Abteilung „Organische Minerale“. Hier findet er sich innerhalb der Unterabteilung „Salze organischer Säuren mit verschiedenen Formeln“ als einziges Mitglied in einer unbenannten Gruppe mit der Systemnummer 50.04.02.

## Bildung und Fundorte
Hoelit bildet sich in brennenden Kohle-Lagerstätten, oft zusammen mit Salmiak und/oder Schwefel.
Gefunden wurde das Mineral bisher außer an seiner Typlokalität Spitzbergen nur noch bei Libušín und Radvanice v Čechách (Okres Trutnov) in Böhmen (Tschechien); sowie in Sachsen (Freital) in Deutschland.

## Kristallstruktur
| Kristallstruktur von Hoelit      |                                                  |
| Kristallsystem                   | monoklin                                         |
| Raumgruppe                       | P21/a                                            |
| Gitterparameter (Elementarzelle) | a = 15,810 Å b = 3,942 Å c = 7,895 Å β = 102,72° |
| Zahl (Z) der Formeleinheiten     | Z = 2                                            |

Strukturformel von Anthrachinon

Hoelit kristallisiert im monoklinen Kristallsystem in der Raumgruppe P21/a (Raumgruppen-Nr. 14, Stellung 3) mit den Gitterparametern a = 15,810 Å, b = 3,942 Å, c = 7,895 Å und β = 102,72° sowie zwei Formeleinheiten pro Elementarzelle. Die Kristallstruktur besteht aus einzelnen Anthrachinon-Molekülen, die über Van-der-Waals-Wechselwirkungen zusammengehalten werden.